# Circle Love〜サクラ〜
「Circle Love〜サクラ〜」（サークルラブ〜サクラ〜）は、北川理恵/Machicoのシングル。2020年10月28日にマーベラスから発売。

## 概要
劇場アニメ『映画 プリキュアミラクルリープ みんなとの不思議な1日』のテーマ曲。当初は2020年3月20日の映画公開後、4月1日にサウンドトラックと共に発売予定だったのが、新型コロナウイルスの感染拡大に伴い映画公開が延期になったのを受けてCDも発売延期になり、その後映画公開が10月31日に決まったのを受けてCD発売時期も再決定したという経緯がある。
表題曲の「Circle Love〜サクラ〜」は、映画挿入歌として用いられ、公開時のテレビシリーズ『ヒーリングっど♥プリキュア』でオープニングテーマを担当している北川理恵が歌唱を担当。楽曲は2月より行われたSNS企画「心のミラクルンライトで応援したいことを叫ぼう！キャンペーン」とのコラボレーションとして、プリキュアシリーズ公式YouTubeチャンネルで公開された特別映像で初公開された。
カップリング曲として『ヒーリングっど♥プリキュア』前期エンディングテーマを担当したMachicoによるイメージソング「若葉のころ」を収録している。また、DVD付属盤のDVDには同映画の予告編映像とエンディングテーマ「ミラクルっと♥Link Ring!」の映画版エンディングダンス映像、ミラクルンライトのレクチャー映像が収録される。

## 収録曲
1. Circle Love〜サクラ〜
歌：北川理恵
作詞：マイクスギヤマ 作・編曲：三好啓太
  - 東映系アニメ映画『映画 プリキュアミラクルリープ みんなとの不思議な1日』テーマソング
2. 若葉のころ
歌：Machico
作詞：マイクスギヤマ 作・編曲：石塚玲依
  - 東映系アニメ映画『映画 プリキュアミラクルリープ みんなとの不思議な1日』イメージソング
3. Circle Love〜サクラ〜（オリジナル・メロディー入り・カラオケ／オリジナル・カラオケ）
CD+DVD盤はオリジナル・メロディー入り・カラオケ、通常盤はオリジナル・カラオケという仕様になっている。
4. 若葉のころ（オリジナル・メロディー入り・カラオケ／オリジナル・カラオケ）
CD+DVD盤はオリジナル・メロディー入り・カラオケ、通常盤はオリジナル・カラオケという仕様になっている。

### DVD（CD+DVD盤のみ同梱）
1. 『映画プリキュアミラクルリープ みんなとの不思議な1日』予告編映像
2. 『映画プリキュアミラクルリープ みんなとの不思議な1日』エンディングダンスムービー「ミラクルっと♥Link Ring!」
3. ミラクルンライト レクチャームービー